# Orde Trinitari
L'Orde de la Santíssima Trinitat o Orde dels Trinitaris (en llatí Ordo Sanctissimae Trinitatis), fundada com a Orde de la Santíssima Trinitat i de Redempció de Captius, és un institut religiós masculí de dret pontifici, concretament un orde mendicant. Els frares que en formen part són anomenats trinitaris i posposen al seu nom les sigles O.SS.T.

## Història

### Fundació

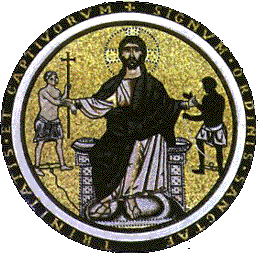
Mosaic amb el senyal de l'orde, a S. Tommaso in Formis (Roma), que reprodueix la visió del fundador.

L'orde religiós cristià va ser fundat, al final del segle xii per Sant Joan de Mata (la llegenda, elaborada durant el segle xvii, diu que l'acompanyà Sant Fèlix de Valois). El seu objectiu primer va ser, a més de la vida evangèlica en comunitat i l'especial devoció envers la Santíssima Trinitat, l'alliberament dels cristians captius a terres musulmanes. Va ser el primer orde que es va proposar aquesta missió. En aquells temps, arran de les croades i guerres com la Reconquesta a la península Ibèrica, i arran de les freqüents incursions de pirates nord-africans a les costes mediterrànies, era molt gran el nombre de presoners o captius que, portats a terres musulmanes (especialment Algèria, el Marroc i Tunísia), eren empresonats a l'espera d'un rescat o destinats a ésser-hi esclaus. L'orde es plantejava pagar aquests rescats i alliberar presos, a partir de les almoines i donacions recollides pels frares o, com a últim recurs, que els frares substituïssin els presoners, alliberant aquests i restant al seu lloc a la presó, fins que arribés un rescat. Per això va rebre el nom d'Orde de la Santíssima Trinitat i la Redempció de Captius.
El fundador va redactar una regla monàstica pròpia per a l'orde, que va ser aprovada provisionalment el 17 de desembre de 1198 per Innocenci III amb la butlla Operante divine dispositionis. La primera fundació va ser a l'eremitori de Cerfroid, a Meaux, prop del lloc on s'havia retirat Joan de Mata a meditar-hi; fins a la seva destrucció durant la Revolució francesa va ser la casa mare de l'orde. A Cerfroid van seguir Planels i Bourg-la-Reine. Poc després el rei Felip August de França va fer construir el convent de París, a la vora de la capella de Saint-Mathurin en 1228. Joan de Mata anà a Roma el 1209, on va fundar una comunitat i un hospital al Celi, a l'església de San Tommaso in Formis, que li havia estat concedida per Innocenci III.

### Segles XIII-XV
En els primers temps de l'orde va arribar a haver-hi cinquanta comunitats: una butlla d'Honori III llista 43 cases (18 a França, 13 a Espanya, 8 a Itàlia, i una a Anglaterra i Portugal, a més de deu en llocs no identificats; a més, tenia 17 hospitals i 23 esglésies). A mitjan segle xiii, eren 80 cases, i en començar el segle xiv, unes 200.
Un aspecte fonamental de l'orde, atesos els seus objectius, era l'obtenció de diners i ingressos, i la seva adequada gestió. Calia la col·laboració externa, ja que l'orde, per si mateix, no tenia recursos econòmics: així sorgiren fraternitats i confraries, associacions de laics, germanes col·laboradores, que aportaven recursos o en buscaven i n'obtenien per a la comunitat. La regla prèvia que una tercera part de qualsevol ingrés que hi hagués, la tertia pars, quedés reservada per a la missió de redempció de captius; una altra tercera part era per a obres hospitalàries i d'ajut a necessitats, malalts, pobres, etc. La bona gestió, però, permetia generar-ne més ingressos.

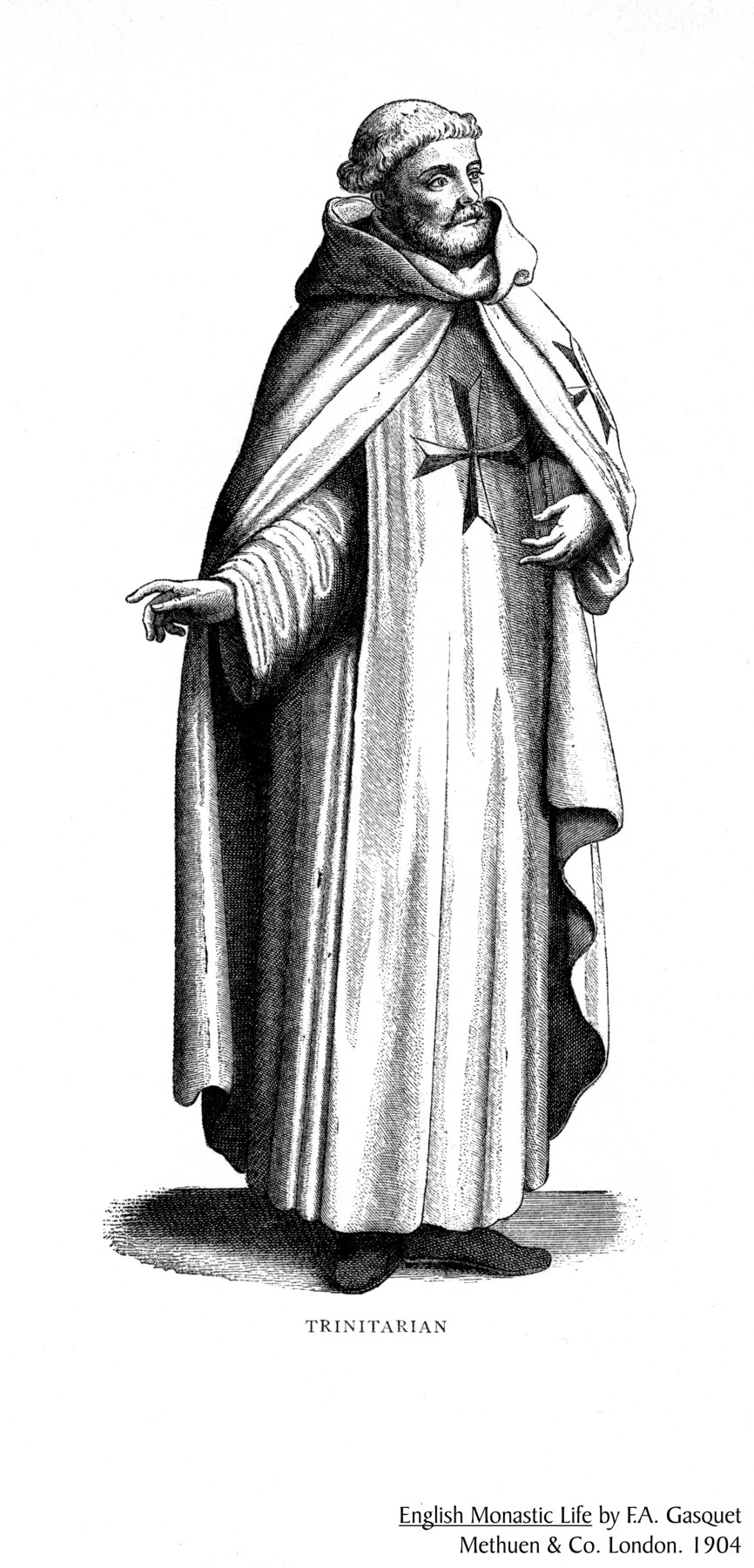
Monjo trinitari (Londres, 1904)
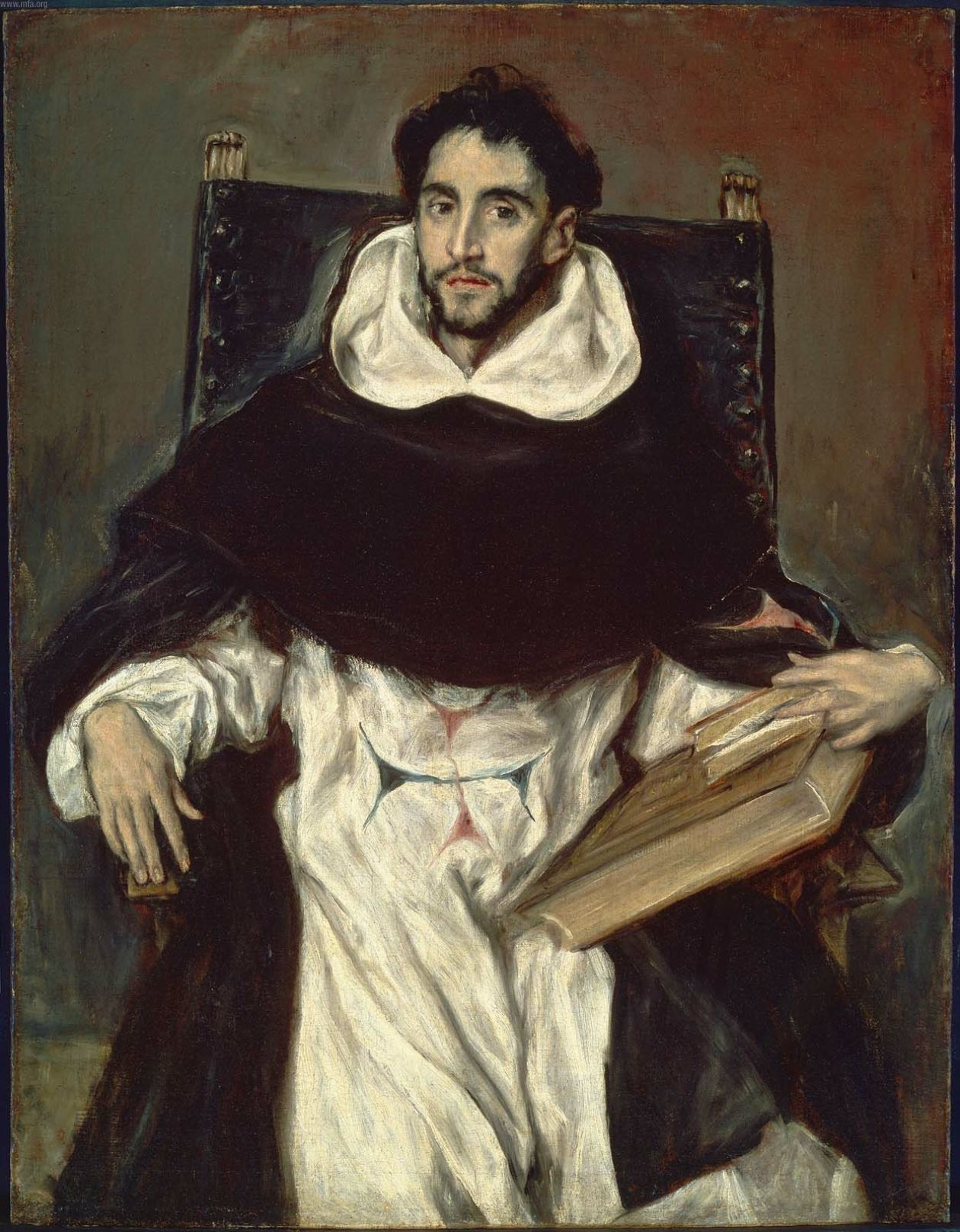
Hortensio Félix Paravicino, monjo trinitari, d'El Greco
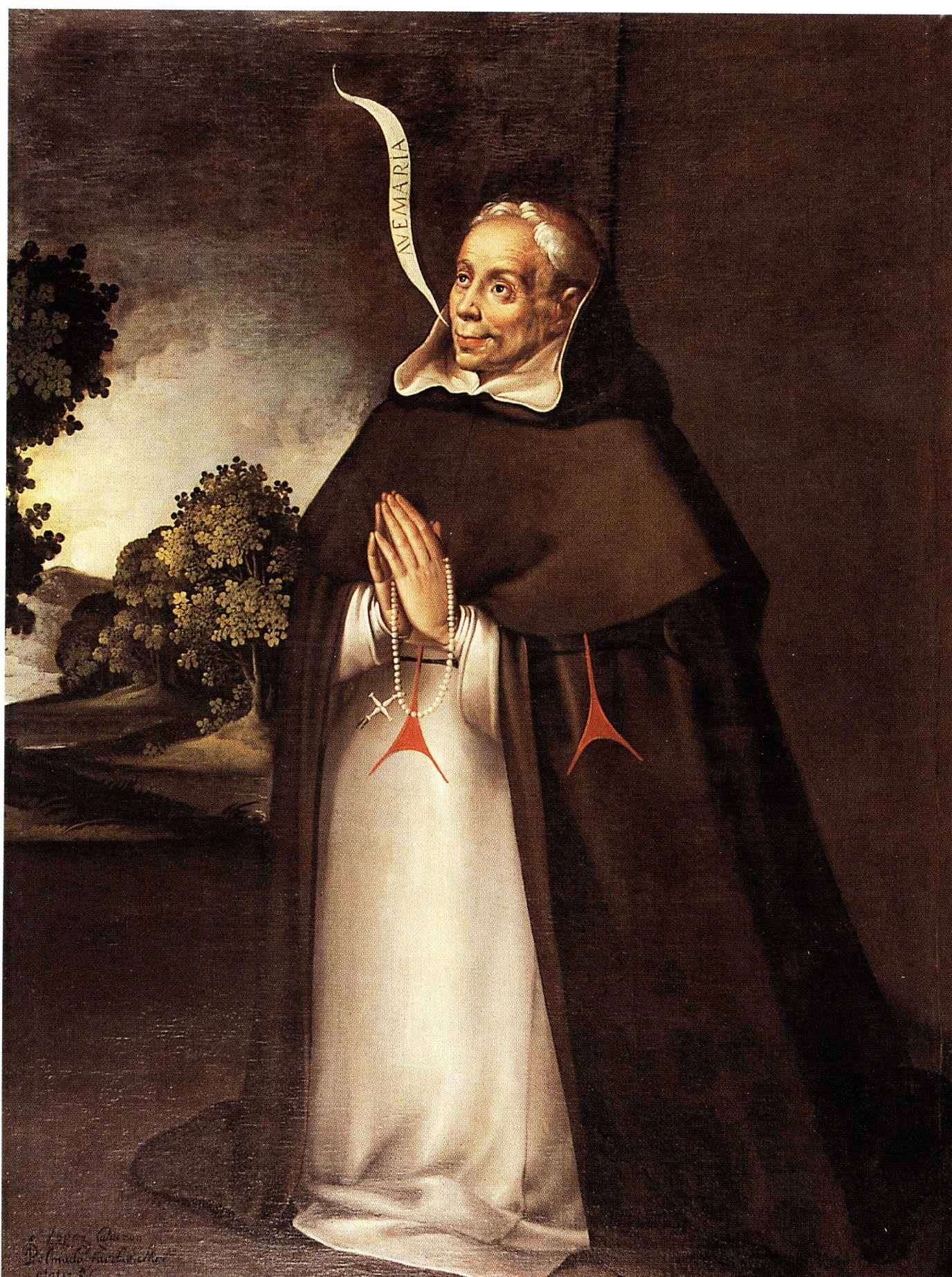
Retrat de Simón de Rojas, per Pedro el Mudo, s. XVII, on se'n veu l'hàbit trinitari

Si bé el segle xiii va veure el creixement de l'orde (cap al 1314 l'orde tenia més de 200 cases a Europa), els XIV i XV van ser de dificultats i un cert declivi. Entre 1315 i 1472, es va veure afectat, com d'altres, per les crisis de l'Església i la crisi demogràfica provocada per la pesta negra (1348), que va fer que molts frares morissin i algunes cases haguessin de tancar. Van fundar-se algunes de noves a França, Anglaterra, Portugal, Irlanda, Escòcia i Grècia, però en conjunt, van disminuir els nombres de membres i de comunitats.
A partir de l'elecció com a superior general de Robert Gaguin (1473), es treballa en la revitalització de l'orde i en la seva reforma. El Concili de Trent (1545-1563) amb les seves directrius de reforma dels ordes religiosos, va marcar un punt d'inflexió.

### Reforma de l'orde
La reforma de l'orde es va donar al segle xvi, dintre del marc de reformes observants dels ordes mendicants, que, seguint les directrius del Concili de Trent, cercaven de tornar al carisma original de les regles dels ordes. Com les altres reformes (les dels franciscans observants i franciscans descalços, els carmelites descalços o els agustinians descalços, per exemple) volia que la vida comunitària del trinitari fos més austera i rigorosa, d'acord amb la regla original.
A partir de la separació dels reformats i descalços, els trinitaris començaren a ésser coneguts com a trinitaris calçats o trinitaris de l'antiga observança.

#### Trinitaris Reformats
La reforma fou decidida als capítols generals de 1573 i 1576. La feren efectiva els ermitans Julien de Nantonville, de la diòcesi de Chartres, i Claude Aleph, de la de París, que visqueren en una ermita de Saint-Michel, propera a Pontoise, al nord de París, amb altres deu companys. Demanaren al papa Gregori XIII de poder vestir l'hàbit de l'Orde de la Trinitat i el pontífex, havent-se informat de l'austeritat amb la que hi havien viscut, convertí l'ermita en comunitat trinitària per butlla del 18 de març de 1578: els eremites professaren a Cerfroy el 8 d'octubre de 1580. En 1601, Climent VIII permeté als reformats que pressentessin dos o tres candidats perquè el general de l'orde n'escollís un visitador general entre ells. En 1619, Pau III els permeté d'elegir anualment un vicari general reformat, dependent del general dels trinitaris de l'antiga observança.

#### Trinitaris Descalços
El capítol general dels trinitaris de Castella, Aragó i Andalusia de 1594, presidit per Diego Guzmán, decidí que els convents de l'orde visquessin amb major austeritat i rigor. El principal impulsor de la reforma fou el frare Joan Baptista de la Concepció (1561-1613) que va donar origen als trinitaris descalços. La primera comunitat reformada espanyola fou la de Valdepeñas (Ciudad Real); amb el breu Ad militantes Ecclesiae (1599), Climent VIII va aprovar la Congregació dels Germans Reformats i Descalços de l'Orde de la Santíssima Trinitat; la reforma, a més d'assolir l'observança del rigor de la regla, aprofondia en l'esperit de pregària, humilitat i penitència i posava per sobre de tot el deure de treballar pels presoners i els pobres. Climent VIII els permeté d'elegir cada tres anys un provincial (1605), i Pau V un vicari general que havia d'ésser confirmat pel general trinitari (1609). En 1636, Urbà VIII els eximeix de la jurisdicció dels trinitaris de l'antiga observança.

#### Trinitaris Descalços de França
La reforma descalça castellana influí en una nova reforma a França, impulsada pel pare Jérôme Halies o Jeroni del Sant Sagrament, que fou enviat a Roma com a procurador general. En 1601 Climent VIII aprovà aquesta reforma i el nomenà visitador general. Obtingué de Pau V la separació dels convents reformats dels de l'antiga observança. Propers als descalços espanyols, també comptaren amb un vicari general.

### Segles XVII-XIX i desaparició de la branca calçada
A la reforma seguí un període de refloriment i noves fundacions. La corona espanyola, però, no permet que els trinitaris fundin cases a Amèrica, on s'afavoreix la tasca de franciscans descalços, jesuïtes, agustins descalços o carmelites descalços, entre d'altres. Això fa que l'expansió de l'orde descalça sigui cap al centre i l'est d'Europa (a Polònia, Bohèmia i Rússia). A més, Enric VIII d'Anglaterra n'havia suprimit les comunitats d'Anglaterra, Escòcia i Irlanda.
Els moviments anticlericals i les supressions d'ordes del segle xviii van afectar molt l'orde trinitari. Josep II del Sacre Imperi Romanogermànic va suprimir l'orde de tot Àustria i Hongria en 1782-1783. L'orde quedà repartit entre un bloc "hispànic" a la península Ibèrica i un de format pels convents d'Itàlia, Polònia i Rússia (de la branca descalça). Aquesta divisió es formalitza en 1783, quan la família hispànica se separa de l'orde, restant al marge fins al segle xx.
A França, l'orde se suprimí el 1789: la branca calçada de l'orde entrà en una agonia irreversible, accentuada amb la supressió de les cases italianes en 1809-1810 i, novament, en 1866-1873. La desamortització de Mendizábal de 1835 va acabar amb l'orde a Espanya.
L'orde calçat va quedar, llavors, només amb el convent de Roma. En 1866 es van suprimir els convents (descalços) de Polònia i Rússia, amb Alexandre II de Rússia. El 1894, amb la mort de l'últim superior, Antonio Martin y Bienes, s'extingeix la branca calçada de l'orde trinitari, sobrevivint només la branca descalça

## Branca femenina
L'Orde de la Trinitat, en origen, no havia previst una branca femenina. Tot i això, en 1231, la infanta Constança d'Aragó, germana de Jaume el Conqueridor, fundà un monestir femení destinat a monges trinitàries. Fou, però, un cas aïllat en l'orde de l'antiga observança.
L'orde calçat, al contrari, donà origen a una branca femenina de clausura, de poca difusió: les Trinitàries Descalces, a partir de l'obra, en 1612, de Francisca de Romero i María de Villena, a Madrid.